# Суворівський (ботанічна пам'ятка природи)
Сув́орівський — ботанічна пам'ятка природи місцевого значення в Україні. Об'єкт природно-заповідного фонду Одеської області. 
Розташована в місті Одеса, вул. Героїв оборони Одеси, 92а. 
Площа — 1 га. Статус отриманий у 1993 році. Перебуває у віданні: Приватна ЗОШ «Еліта» І-ІІІ ступеня. 